# Žiljak
Žiljak este un sat din comuna Bijelo Polje, Muntenegru. Conform datelor de la recensământul din 2003, localitatea are 178 de locuitori (la recensământul din 1991 erau 250 de locuitori).

## Demografie
În satul Žiljak locuiesc 128 de persoane adulte, iar vârsta medie a populației este de 34,3 de ani (32,3 la bărbați și 36,9 la femei). În localitate sunt 50 de gospodării, iar numărul mediu de membri în gospodărie este de 3,56.
Populația localității este foarte eterogenă.
|  |

| Demografie | Demografie | Demografie |
| An         | Locuitori  | Locuitori  |
| ---------- | ---------- | ---------- |
|            |            |            |
|            |            |            |
|            |            |            |
|            |            |            |
| 1948       | 211        |            |
| 1953       | 235        |            |
| 1961       | 266        |            |
| 1971       | 289        |            |
| 1981       | 274        |            |
| 1991       | 250        | 231        |
| 2003       | 283        | 178        |

| \| Componența etnică conform recensământului din 2003[2] \| Componența etnică conform recensământului din 2003[2] \| Componența etnică conform recensământului din 2003[2] \| Componența etnică conform recensământului din 2003[2] \| Componența etnică conform recensământului din 2003[2] \| \| ----------------------------------------------------- \| ----------------------------------------------------- \| ----------------------------------------------------- \| ----------------------------------------------------- \| ----------------------------------------------------- \| \| \| \| \| \| \| \| Bosniaci \| Bosniaci \| \| 90 \| 50,56% \| \| Sârbi \| Sârbi \| \| 58 \| 32,58% \| \| Muntenegreni \| Muntenegreni \| \| 25 \| 14,04% \| \| Musulmani \| Musulmani \| \| 3 \| 1,68% \| \| necunoscută \| necunoscută \| \| 0 \| 0% \| |              |  |    |        |
| Componența etnică conform recensământului din 2003 |              |  |    |        |
| |              |  |    |        |
| Bosniaci | Bosniaci     |  | 90 | 50,56% |
| Sârbi | Sârbi        |  | 58 | 32,58% |
| Muntenegreni | Muntenegreni |  | 25 | 14,04% |
| Musulmani | Musulmani    |  | 3  | 1,68%  |
| necunoscută | necunoscută  |  | 0  | 0%     |